# Джрамбар
Джрамбар (вірм. Ջրամբար) — село в марзі Арагацотн, у центрі Вірменії. Економіка села прямо пов'язана з розташованою поруч дамбою Апаранського водосховища на річці Касах, що постачає питну воду Єревану. У 1988 р., під час вірмено-азербайджанського конфлікту до пансіонату, що розташоване у селі були переселені 600 біженців.